# 1958 en Norvège
Chronologie de la Norvège
- 1954
- 1955
- 1956
- 1957
- 1958
- 1959
- 1960
- 1961
- 1962

Cet article présente les faits marquants de l'année 1958 en Norvège ou relatifs à la Norvège.

## Gouvernance
- Olav V est roi de Norvège.
- Einar Gerhardsen est le chef du gouvernement.

## Sport
- Le vingt-cinquième championnat du monde de hockey sur glace et par la même occasion le trente-sixième championnat d'Europe a eu lieu entre le 28 février et le 9 mars 1958 à Oslo en Norvège.

## Culture
- Lake of the Dead (De dødes tjern), film d'horreur norvégien réalisé par Kåre Bergstrøm, sorti en 1958.

## Décès
- Oscar Torp
- Hans Holmen
- Sigve Lie
- Birger Eriksen
- Asbjørn Nilssen